# Börries Wilhelm von Münchhausen
Börries Wilhelm Freiherr von Münchhausen (* 31. März 1794 in Lauenau; † 2. Oktober 1849 in Hildesheim) war ein deutscher Jurist und Diplomat. Münchhausen war königlich hannoverischer Gesandter im Königreich Preußen, im Königreich Sachsen und im Vereinigten Königreich von Großbritannien und Irland.

## Leben

### Familie
Börries Wilhelm Freiherr von Münchhausen entstammte dem dritten Ast der weißen Linie des alten Adelsgeschlechts von Münchhausen. Die Familie kam ursprünglich aus dem Herzogtum Braunschweig-Lüneburg. Angehörige der Familie trugen den Freiherrentitel gewohnheitsmäßig, der im Laufe der Zeit mehrmals bestätigt wurde.
Börries Anton Christian von Münchhausen (* 1. Juli 1745; † 19. April 1829) war Herr auf Seehof bei Rinteln, Parensen, Stemmen und Moringen sowie kurfürstlich hannoverischer Oberhauptmann. Er heiratete im Oktober 1786 Moriziana Henriette von Oheimb (* 9. März 1772; † 25. Juli 1803). Sie waren die Eltern von Börries Wilhelm. Er hatte noch zwei Schwestern und einen Bruder. Der Schriftsteller und Lyriker Börries von Münchhausen und der Verwaltungsbeamte Hans Georg von Münchhausen waren seine Großneffen, die Enkel seines jüngeren Bruders Albrecht Friedrich.

### Beruflicher Werdegang
Münchhausen besuchte das Pädagogikum in Ilfeld, wo er bereits ab dem zweiten Semester wegen seiner ausgezeichneten Leistungen eine Freistelle erhielt. Im September 1812 begann er ein Studium der Rechtswissenschaften an der Universität Göttingen, das er aber zu Beginn der Befreiungskriege 1813 unterbrach. Er schloss sich als Volontär dem Jägerbataillon von Carl von Beaulieu-Marconnay an und wurde dort im Januar 1814 zum Premierleutnant befördert. Im September 1814 nahm er seinen Abschied und setzte seine Studien an der Universität Heidelberg fort, die er 1816 an der Göttinger Universität beenden konnte.
Im Anschluss wurde Münchhausen im Dezember 1816 bei der königlichen Justizkanzlei in Hannover als Auditor angestellt und nach bestandenen zweiten Staatsexamen im Dezember 1819 zum Assessor ernannt. Die drei Kurien der Calenberg-Grubenhagenschen Landschaft wählten ihn im April 1820 einstimmig zum Justizrat in Göttingen. Im Juli 1826 wurde ihm die juristische Expedition der Domänenkammer übertragen.
Doch bereits kurze Zeit später berief ihn der britische König Georg IV. an die Deutsche Kanzlei nach London, wo Münchhausen zum geheimen Kabinettsrat ernannt wurde. Auch nach dem Tod von König Georg und der Thronbesteigung dessen jüngeren Bruders Wilhelm IV., der in Personalunion auch als König von Hannover regierte, blieb er zunächst in London. Erst im Juni 1831 ernannte ihn König Wilhelm IV. zum hannoverischen außerordentlichen Gesandten und zum bevollmächtigten Minister in Berlin und Dresden. Münchhausen war an beiden Höfen gleichzeitig akkreditiert. Er selbst bezeichnete später seine Arbeit in Berlin als die angenehmste seines Lebens. 1837 versetzte ihn König Ernst August I. von Hannover nach London, wo er bis 1840 als Gesandter tätig war.
Im Dezember 1840 wurde er nach Hannover zurückberufen, allerdings bat er bereits kurze Zeit später um seinem Abschied. Er erhielt die Erlaubnis den Winter in Paris zu verbringen, was er dann jedes Jahr wiederholte. Dort traf Münchhausen alte Freunde und Bekannte, verfolgte aber auch weiterhin die aktuelle weltpolitische Lage. Ab 1846 wurde seine Gesundheit zunehmend schwächer, er lebte seit dieser Zeit abwechselnd in Braunschweig und Göttingen in immer größerer Zurückgezogenheit. Börries Wilhelm Freiherr von Münchhausen starb unverheiratet am 2. Oktober 1849, im Alter von 55 Jahren, in Hildesheim an einem Lungenschlag. Er war seit dem Tod des Vaters Herr auf Moringen und Parensen. Für seine Verdienste erhielt er 1838 das Großkreuz des Guelphen-Ordens.